# Dangerous (Madison Beer)
Dangerous è un singolo della cantante statunitense Madison Beer, pubblicato il 26 agosto 2022 come primo estratto dal secondo album in studio

## Pubblicazione
L'artista ha annunciato il singolo il 19 agosto 2022 sui suoi canali social.

## Tracce
Testi e musiche di Madison Beer, Kinetics, Big Taste, One Love, Jesso Jr, James Francies.
1. Dangerous – 3:48